# Java Runtime Environment
Java Runtime Environment (JRE) is een runtime-omgeving (framework, software) van Oracle Corporation die het mogelijk maakt om computerprogramma's die zijn geschreven in de programmeertaal Java op een computer uit te voeren. Java Runtime Environment bestaat uit een Java Virtual Machine (JVM) en alles daaromheen wat nodig is om Java-programma's te kunnen uitvoeren, zoals een implementatie van de standaard-application programming interface (API). 
Er zijn Java-programma's voor de desktop, bijvoorbeeld ontwikkeld met een grafische toolkit zoals JavaFX of Swing, en Java-programma's die worden uitgevoerd in de webbrowser (deze worden Java-applets genoemd).

## Geschiedenis
Java Runtime Environment werd oorspronkelijk ontwikkeld door James Gosling. Vervolgens werd JRE verder ontwikkeld door Sun Microsystems, dat overgenomen werd door het computerbedrijf Oracle Corporation.